# Gare d’Ille-sur-Têt
Gare d’Ille-sur-Têt – stacja kolejowa w Ille-sur-Têt, w departamencie Pireneje Wschodnie, w regionie Oksytania, we Francji. Jest zarządzana przez SNCF (budynek dworca) i przez RFF (infrastruktura).
Została otwarta w 1868 przez Compagnie du chemin de Fer de Perpignan à Prades, a w 1884 stał się częścią Compagnie des chemins de fer du Midi et du Canal latéral à la Garonne. Stacja jest obsługiwana przez pociągi TER Languedoc-Roussillon.

## Położenie
Znajduje się na linii Perpignan – Villefranche - Vernet-les-Bains, w km 489,407, pomiędzy stacjami Millas i Vinça, na wysokości 151 m n.p.m.

## Linie kolejowe
- Perpignan – Villefranche - Vernet-les-Bains